# Sent Aubin de Medòc
Sent Aubin dau Medòc (en francès Saint-Aubin-de-Médoc) és un municipi francès, situat al departament de la Gironda i a la regió de la Nova Aquitània.

## Demografia
| 1962                                       | 1968 | 1975  | 1982  | 1990  | 1999  | 2007  |
| ------------------------------------------ | ---- | ----- | ----- | ----- | ----- | ----- |
| 444                                        | 723  | 2.105 | 2.979 | 4.332 | 4.990 | 5.610 |
| Des de 1962: població sense dobles comptes |      |       |       |       |       |       |

## Administració
| Període   | Identitat            | Partit    |
| --------- | -------------------- | --------- |
| 2001-2004 | Georges Teyssier     | Les Verts |
| 2004-2005 | Sylvie Collet-Lejuif | PS        |
| 2005-     | Christophe Duprat    | UMP       |

## Personatges il·lustres
- Eogver Desbats, ciclista francès, hi va morir.